# Beginnings (The Allman Brothers Band)
| Recensione                        | Giudizio      |
| --------------------------------- | ------------- |
| AllMusic                          | [ 2 ]         |
| The New Rolling Stone Album Guide | [ 3 ]         |
| Sputnikmusic                      | 5.0 (Classic) |

Beginnings è la riedizione nel 1973 dei primi 2 album della band statunitense The Allman Brothers Band, l'omonimo The Allman Brothers Band (1969) e Idlewild South (1970). La copertina dell'album rappresenta la band durante una performance al Fillmore East di New York.

## Tracce
Lato A
1. Don't Want You No More – 2:25 (Spencer Davis, Edward Hardin)
2. It's Not My Cross to Bear – 5:02 (Gregg Allman)
3. Black Hearted Woman – 5:08 (Gregg Allman)
4. Trouble No More – 3:45 (McKinley Morganfield)

Lato B
1. Every Hungry Woman – 4:13 (Gregg Allman)
2. Dreams I'll Never See – 7:18 (Gregg Allman)
3. Whipping Post – 5:17 (Gregg Allman)

Lato C
1. Revival – 4:04 (Richard Betts)
2. Don't Keep Me Wonderin' – 3:40 (Gregg Allman)
3. Midnight Rider – 3:00 (Gregg Allman)
4. In Memory of Elizabeth Reed – 6:54 (Richard Betts)

Lato D
1. Hoochie Coochie Man – 4:54 (Willie Dixon)
2. Please Call Home – 4:00 (Gregg Allman)
3. Leave My Blues at Home – 4:15 (Gregg Allman)

## Musicisti
Lato A e B
- Duane Allman - chitarra solista, chitarra slide, chitarra acustica
- Gregg Allman - organo, voce solista
- Dickey Betts - chitarra solista
- Berry Oakley - basso
- Butch Trucks - batteria, timbales, maracas
- Jai Johanny Johanson (Jaimoe) - batteria, congas

Note aggiuntive
- Adrian Barber - produttore
- The Allman Brothers Band - arrangiamenti
- Registrato al Atlantic Recording Studios di New York, New York
- Adrian Barber - ingegnere delle registrazioni

Lato C e D
- Duane Allman - chitarra solista, chitarra acustica, chitarra slide
- Dickey Betts - chitarra solista
- Gregg Allman - organo, pianoforte, voce solista
- Berry Oakley - basso
- Berry Oakley - voce solista (solo nel brano: Hoochie Coochie Man)
- Jai Johanny Johanson (Jaimoe) - batteria, congas, timbales, percussioni
- Butch Trucks - batteria, tympani
- Thom Doucette - armonica, percussioni

Note aggiuntive
- Tom Dowd - produttore (eccetto brano: Please Call Home)
- Joel Dorn - produttore (solo brano: Please Call Home)
- Frank Fenter - supervisore esecutivo
- Registrazioni effettuate al: Capricorn Sound Studios, Macon, Georgia; Atlantic South Criteria Studios, Miami, Florida; Regent Sound Studios, New York, New York
- Ron Albert, Howie Albert, Jim Hawkins e Bob Liftin - ingegneri delle registrazioni
- Chuck Pulin - copertina album, fotografie
- Sue Poyneer - album design[5]